# GT Value Products
GT Value Products est une filiale créée par GT Interactive Software en 1995 qui gère les filiales de logiciels (jeux vidéo et logiciels). La filiale est créée à la suite du rachat de Slash. En 1996, elle gère les filiales du groupe The WizardWorks Group que GT Interactive Software vient de racheter et One Stop Direct racheté en 1997.

## Description
GT Value Products est fondé lors du rachat de Slash en 1995. Le but de l'entreprise est de gérer « les logiciels de valeur » selon les termes de l'entreprise. Slash en devient une filiale, tout comme WizardWorks Software, MacSoft Games et CompuWorks ; ces trois filiales sont acquises via le rachat de leur maison mère The WizardWorks Group en 1996, par GTIS en 1996,. En 1997, GT Interactive Software rachète One Stop Direct et l'intègre dans GT Value Products.